# Польське-Лонкі
Польське-Лонкі (пол. Polskie Łąki) — село в Польщі, у гміні Буковець Свецького повіту Куявсько-Поморського воєводства.
Населення — 281 особа (2011).
У 1975-1998 роках село належало до Бидгощського воєводства.

## Демографія
Демографічна структура станом на 31 березня 2011 року:
|          | Загалом | Допрацездатний вік | Працездатний вік | Постпрацездатний вік |
| -------- | ------- | ------------------ | ---------------- | -------------------- |
| Чоловіки | 138     | 26                 | 95               | 17                   |
| Жінки    | 143     | 30                 | 83               | 30                   |
| Разом    | 281     | 56                 | 178              | 47                   |